# Unitat perifèrica de Réthimno
La unitat perifèrica de Réthimno (en grec Νομός Ρεθύμνης) és una de les quatre unitats perifèriques de l'illa de Creta, Grècia, amb capital a la ciutat de Réthimno. Limita a l'oest la unitat perifèrica de Khanià, i a l'est la unitat perifèrica d'Iràklio. Correspon a l'antiga prefectura de Réthimno, establerta amb el Programa Cal·lícrates, que reformà la divisió administrativa de Grècia en 2010.
Inclou cinc municipis des de la reforma del Programa Cal·lícrates:
- Àgios Vassílios, Agios Vasileios
- Amari
- Anogia, Anogeia
- Milopótamos, Mylopotamos
- Réthimno, Rethymno

Els municipis anteriors eren:
- Anogeia
- Arkadi, capital Adele
- Foinikas, capital Sellia
- Geropotamos, capital Perama (A Milopótamos)
- Kouloukonas, capital Garazo (A Milopótamos)
- Kourites, capital Fourfouras (A Amari)
- Lampi, capital Spili
- Lappa, capital Episkopi
- Nikiforos Fokas, capital Gonia
- Réthimno (Rethymno)
- Syvritos, capital Hàgia Foteini (A Amari)
- Zoniana (A Milopótamos)

Històricament, estava dividida en aquestes províncies (eparchies):
- Réthimno, capital Réthimno (Rethymno), a la costa nord, limita amb la prefectura de Khanià
- Àgios Vassílios, Agios Vasileios, capital Spili, que ocupa la costa sud, limita amb la prefectura de Khanià i la prefectura d'Iràklio
- Amari, capital Amari, vall interior
- Milopótamos (Mylopotamos), capital Perama, a la costa nord, limita amb la prefectura d'Iràklio